# 埃斯蒂斯布魯克 (明尼蘇達州)
埃斯蒂斯布魯克（英語：Estes Brook Township）是位於美國明尼蘇達州密爾湖縣格林布什鎮區及米洛鎮區的一個非建制地區。

## 地理
埃斯蒂斯布魯克所處的海拔為高於海平面320米（即1050英呎），而該地所採用的時區為UTC-6，即北美中部時區（CST）。同時該地設有夏令時間，為UTC-6調快一小時，即UTC-5（CDT）。